# Acrocephalus percernis
Az Acrocephalus percernis a madarak osztályának verébalakúak (Passeriformes) rendjébe, ezen belül a nádiposzátafélék (Acrocephalidae) családjába tartozó faj.

## Rendszerezése
A fajt Alexander Wetmore amerikai ornitológus írta le 1919-ben, a Conopoderas nembe Conopoderas percernis néven. Korábban a Marquises-szigeteki nádiposzáta (Acrocephalus mendanae) alfajának tekintették Acrocephalus mendanae percernis néven.

## Alfajok
- Acrocephalus percernis postremus (Murphy & Mathews, 1928) – Hatutu-sziget;
- Acrocephalus percernis percernis (Wetmore, 1919) – Nuku Hiva-sziget;
- Acrocephalus percernis aquilonis (Murphy & Mathews, 1928) – Eiao-sziget;
- Acrocephalus percernis idae (Murphy & Mathews, 1928) – Ua Huka-sziget

## Előfordulása
A Polinéziához tartozó Marquises-szigetek területén honos. Természetes élőhelyei a szubtrópusi vagy trópusi síkvidéki esőerdők és cserjések, alamint ültetvények. Állandó, nem vonuló faj.

## Életmódja
Többnyire rovarokkal táplálkozik.

## Szaporodása
Egész évben költ.

## Természetvédelmi helyzete
Az elterjedési területe kicsi, egyedszáma viszont stabil. A Természetvédelmi Világszövetség Vörös listáján nem fenyegetett fajként szerepel.